# Czartowo (województwo lubuskie)
Czartowo – wieś w Polsce położona w województwie lubuskim, w powiecie strzelecko-drezdeneckim, w gminie Drezdenko.
W latach 1975–1998 miejscowość administracyjnie należała do województwa gorzowskiego.
Pierwotna nazwa miejscowości brzmi Schartowswalde. W XVII wieku zarządcą okolicznych lasów był niemiecki hrabia Schartow i od jego nazwiska wzięła się nazwa powstałej na tym terenie późniejszej wsi. W pobliskich lasach znajdują się ruiny cmentarza poniemieckiego z XIX wieku. Obecnie Czartowo jest zamieszkane przez ok. 60 osób. Są to przeważnie rolnicy. Od roku 2004 istnieje urząd sołtysa dla wsi Czartowo (wcześniej należało ono do sołectwa Niegosław).